# Camden Council
Camden Council är en kommun i Australien. Den ligger i delstaten New South Wales, i den sydöstra delen av landet, omkring 48 kilometer väster om delstatshuvudstaden Sydney. Antalet invånare är 63 248. Arean är 201 kvadratkilometer.
Följande samhällen finns i Camden:
- Narellan
- Narellan Vale
- Camden South
- Elderslie
- Cobbitty

Runt Camden är det i huvudsak tätbebyggt. Runt Camden är det tätbefolkat, med 297 invånare per kvadratkilometer. Genomsnittlig årsnederbörd är 1 288 millimeter. Den regnigaste månaden är februari, med i genomsnitt 215 mm nederbörd, och den torraste är juli, med 34 mm nederbörd.